# Frans Körver
Frans Körver (Schinnen, 1937. július 31. – 2024. december 14.) holland labdarúgó, kapus, edző.

## Pályafutása

### Játékosként
1956–57-ben az SV Schinnen, 1957 és 1961 között a Sittardia, 1961 és 1974 között az MVV labdarúgója volt.

### Edzőként
1977 és 1980 között az FC Wageningen, 1982-ben a Fortuna Sittard, 1984-ben az FC Dordrecht, 1984 és 1986 között a Roda JC, 1986 és 1989 között az MVV Maastricht, 1989 és 1992 között a Helmond Sport, 1992 és 1994 között a VVV-Venlo, 1995-ben a De Graafschap vezetőedzőjeként tevékenykedett. 1995 és 1998 között ismét az MVV Maastricht  szakmai munkáját irányította.

## Sikerei, díjai

### Játékosként
MVV
- Intertotó-kupa
  - győztes: 1970 (A4 csoport)[3]